# 宽带隙半导体
宽带隙半导体（也称为WBG半导体或WBGS ）是比传统半导体具有更大带隙的半导体材料。硅等传统半导体的带隙在 0.6 – 1.5 电子伏特 (eV) 范围内，而宽带隙材料的带隙范围在 2 eV 以上。  一般来说，宽带隙半导体的电子特性介于传统半导体和绝缘体之间。
宽带隙半导体器件可以在比硅和砷化镓等传统半导体材料高得多的电压、频率和温度下运行。它们是用于制造短波LED或激光器的关键组件，也用于某些射频应用，特别是军用雷达。它们的内在品质使其适用于广泛的其他应用，并且它们是通用半导体用途的下一代器件的主要竞争者之一。
更宽的带隙对高温使用（300 度以上）尤其重要。这使得它们对军事应用极具吸引力，并在军事实践中得到了相当多的使用。耐高温还意味着这些设备在正常条件下可以在更高的功率下运行。此外，大多数宽带隙材料还具有更高的临界电场密度，约为传统半导体的10倍。这些特性相结合，使它们能够在更高的电压和电流下工作，这使得它们在军事、无线电和电源转换应用中具有极高的价值。美国能源部相信它们将成为新型电网和替代能源设备的基础技术，以及用于从插电式电动汽车到电动火车的大功率车辆中的强大而高效的电力组件。 大多数宽带隙材料还具有高自由电子速度，这使得它们能够以更高的开关速度工作，这增加了它们在无线电应用中的价值。单个 WBG 器件可用于构建完整的无线电系统，无需单独的信号和射频组件，同时可以在更高的频率和功率水平下运行。
宽带隙材料的研发落后于传统半导体，而传统半导体的研发自 20 世纪 70 年代以来就获得了大量投资。然而，它们在许多应用中具有明显的固有优势，再加上传统半导体中不具备的一些独特特性，使得人们对其在日常电子设备中代替硅这一话题，越来越感兴趣。它们能处理更高功率密度的应用场景，有利于维持摩尔定律的，因为传统技术似乎已达到密度极限。 

## 应用设备
宽带隙材料具有多种特性，使其比窄带隙材料更有用。更高的能隙使器件能够在更高的温度下运行， 因为带隙通常会随着温度的升高而缩小，这在使用传统半导体时可能会出现问题。对于某些应用，宽带隙材料允许设备切换更大的电压。宽带隙还将电子跃迁能量带入可见光能量范围，因此用宽带隙半导体制成的发光二极管（LED）和半导体激光器等发光器件，在可见光谱范围内发光，甚至产生紫外线辐射。与发光效率低于每瓦 20 流明的白炽灯相比，使用宽带隙半导体的固态照明可以减少提供照明所需的能量。 LED 的功效约为每瓦 160 流明。宽带隙半导体还可用于射频信号处理。传统的硅基功率晶体管已经工作频率、击穿电压和功率密度的极限，而宽带隙材料可用于高温和功率开关应用。
宽带隙半导体在传统技术中并未被视为新式可再生热电能源设备的制造材料。然而，根据麻省理工学院的唐爽和崔瑟豪斯夫人提出的“唐-崔瑟豪斯理论”， 提高电子-空穴的非对称性、增加有效带隙、带边对齐等方法在大多数半导体材料中均可以提高热电机中发电材料系统的能源转换率，既优化了电子的贡献，又兼顾了晶格的作用。增加的热导率可以通过纳米结构化、纳米复合化来抵消，同时也能进一步增加晶界在过滤电子和空穴时的不对成性。
这些都说明，宽带隙半导体可以用以研发和制造高性能的热电能源转换器，特别是在高温的应用场景，如工业废热回收 、发动机效率提升、放射性同位素热电机等。

## 材料
IV 族中唯一的高带隙材料是金刚石和碳化硅(SiC)。
有许多具有高带隙的 III-V 族和 II-VI 族化合物半导体。在III-V族半导体家族中，氮化铝（AlN）用于制造波长低至200-250 nm的紫外LED ，氮化镓（GaN）用于制造蓝色LED和激光二极管，氮化硼（BN）用于制造蓝色LED。

## 重要的宽带隙半导体
- 氮化铝
- 氮化硼、h-BN 和 c-BN 可以形成 UV-LED。
- 钻石
- 氮化镓
- 碳化硅
- 二氧化硅

- 带隙
- 直接和间接带隙
- 半导体（材料）
- 半导体器件
- 半导体材料清单